# 구 (성씨)
구(具)씨는 한국의 성씨이고, 구(丘, 仇)씨는 한국·중국·태국 등 동아시아의 성씨다.

## 갖출 구 具
구(具)씨는 2015년 대한민국 통계청 인구조사에서 193,080명으로 조사되어 성씨 인구 41위이다.
능성 구씨(綾城 具氏)는 전라남도 화순군 능주면을 본관으로 한다. 시조 구존유(具存裕)는 고려 벽상삼한삼중대광(壁上三韓三重大匡) 검교상장군(検校上將軍)을 지냈다.
구존유가 1224년 주잠과 함께 중국에서 도래했다는 일부의 주장이 있으나, 주잠 이전에도 1021년(고려 현종 12년) 상서좌복야(尙書左僕射)에 오른 나주 주씨(羅州朱氏) 주덕명(朱德明) 등이 고려사에 기록되어 있고, 1224년 이전에도 호남 지방에 토착 구(具)씨가 있었다는 기록이 있다. 백제가 멸망한 뒤 나주(羅州)에서 포로로 잡힌 백제 장군 구도(具道)의 아들 단서(端舒)가 있고, 궁예의 태봉국 시중(侍中)이었던 구진(具鎭)이 918년(태조 1) 나주도(羅州道) 대행대(大行臺) 시중(侍中)에 임명되었으며, 1101년(고려 숙종 6년)에 탁라(乇羅) 성주(星主)인 배융부위(陪戎副尉) 구대(具代)가 유격장군(遊擊將軍)에 임명되었던 사실을 《고려사(高麗史)》에서 확인할 수 있다. 세종실록지리지(世宗實錄地理志)의 능성현(綾城縣) 토성조(土姓條)와 신증동국여지승람(新增東國輿地勝覽)의 능성현(綾城縣) 토성조(土姓條)에도 구씨(具氏)를 능성현(綾城縣)의 토착 성씨로 기록하고 있다. 대종회에서는 위의 사실들을 근거로 능성 구씨의 중국 도래설을 반박했다.
능성 구씨는 시조 구존유의 7대손에 이르러 판사파(判事派)·전서파(典書派)·시랑파(侍郞派)·좌정승파(左政丞派)·판안동파(判安東派)·도원수파(都元帥派)·재신파(宰臣派)·낭장파(郎將派)·감무파(監務派)·임천군사파(林川郡事派)·참판파(參判派)·문천군사파(文川郡事派)의 12개 파로 나뉜다. 이중 후손들이 이북 지역에 살고 있지만 남북 분단으로 전고를 알 수 없는 재신파(宰臣派), 후손이 없어 무후(无后)된 전서파(典書派)와 임천군사파(林川郡事派)의 3개 파를 제외한 9개파 후손들이 세계를 이어 오고 있다. 현재 좌정승파(左政丞派)·판안동파(判安東派)·도원수파(都元帥派)가 번창하여 주종(약 80%이상)을 이루고 있다.
능성 구씨는 조선시대 문과 급제자 54명, 무과 급제자 363명, 왕비 1명, 부마(駙馬) 3명, 상신(相臣) 2명, 공신 9명, 생원·진사 173명을 배출했다. 562명의 과거 급제자 중 도원수파 359명, 판안동파 72명, 좌정승파 42명으로 3파가 전체의 84%를 차지한다. 
구홍(具鴻)이 고려 말에 좌시중(左侍中)을 지냈고, 구치관(具致寬)이 조선 세조 때 영의정을 지냈다. 중종반정의 정국공신(靖國功臣)인 구현휘(具賢暉)·구수영(具壽永), 성종 때 좌리공신(佐理功臣)에 오른 구문신(具文信), 중종의 부마가 된 구사언(具思彦), 인조의 외조부로서 이조판서·좌찬성·숭록공신(崇祿功臣)에 오른 구사맹(具思孟), 참판·대사헌을 지낸 구봉령(具鳳齡) 등이 있다.
무과 출신 가운데 영조 때까지 종2품의 장신급(將臣級)이 9명이나 배출되었는데, 당시 장신의 1/12에 해당한다. 병사(兵使)·수사(水使)를 지낸 구사직(具思稷), 훈련대장 구굉(具宏), 어영대장 구인후(具仁垕), 총융사(摠戎使) 구인기(具仁墍), 어영대장 구문치(具文治), 총융사 구감(具鑑), 훈련대장 구성임(具聖任)·구선복(具善復)이 있으며, 구굉·구인후·구인기는 인조반정에 공을 세워 정사공신(靖社功臣)에 녹훈되었다.
조선 제16대 왕 인조의 어머니이자 원종의 비인 인헌왕후를 배출했으며, 영조대(英祖代)에 이르기까지 조선왕조의 외척으로 가문의 세를 떨쳤다.
현대 인물로는 LG그룹 회장 구자경, 구본무, 구광모, 연예인 구혜선, 가수 구하라, 야구 선수 구대성, 구자욱, 축구 선수 구자철 등이 있다.

## 원수 구 仇
창원 구씨(昌原 仇氏) 시조(始祖) 구성길(仇成吉)은 고려 혜종 때 내의성(內議省)의 내의령(內議令)를 지냈다. 고려 초기 서예가인 구족달(仇足達)이 있다. 그 후 400년 간 세계(世系)를 상고할 수 없어 계보(系譜)가 확실한 고려 말 생원(生員) 구설(仇雪)을  1세조(一世祖)로 한다.
창원 구씨(昌原 仇氏)는 조선시대 문과 급제자 2명, 무과 급제자 9명을 배출했다. 구자평(仇自平)이 1477년(성종 8) 사헌부장령(司憲府掌令)이 되었고, 구정열(仇廷說)이 1572년(선조 5년) 문과에 급제하여	교서관권지(校書館權知)를 지냈다.
창원 구씨(昌原 仇氏)는 원래 구(仇)씨였는데 1798년 정조(正祖)의 사성(賜姓)으로 구(具)씨로 고쳐쓰게 되었다.
현대 인물로는 친일파 구연수와 그의 아들로 초대 한국은행 총재와 제10대 상공부 장관을 지낸 구용서, 국회의원 구용현, 구종태, 구상찬 등이 있다. 2015년 인구는 13,339명이다.

## 언덕 구 丘
구(丘)씨는 중국, 한국, 태국, 대만 등지에 분포한다.

### 중국
구(丘)씨는 강성(姜姓)에서 나왔다. 제나라의 제후 강태공의 3남인 구목공(丘穆公)에서 비롯되었다. 

### 한국
구(丘)씨는 2015년 대한민국 통계청 인구주택총조사에서 15,382명으로 조사되었다. 본관은 평해(平海) 단본이다.
평해 구씨(平海 丘氏) 시조 구대림(丘大林)은 당나라 장군으로서 663년 일본에 사신으로 가다가 동해에서 풍랑을 만나 경상북도 평해의 월송정(月松亭) 부근에 표착(漂着)하여 해안의 남쪽 언덕 미포(美浦)에 터를 잡고 세거하게 되었다고 한다. 구대림 이후 세계(世系)가 실전(失傳)되어, 고려 공민왕(恭愍王) 때 이방실(李芳實)과 함께 홍건적을 토벌하여 공신에 책훈(策勳)되고 민부전서(民部典書)에 오른 구선혁(丘宣赫)을 1세조(一世祖)로 한다. 구선혁의 아들 구천우(丘天雨)가 고려 충숙왕 때 판도판서를 지냈고, 구천우의 아들 구춘호(丘春浩), 구춘경(丘春景), 구춘서(丘春瑞), 구춘보(丘春甫) 4형제가 모두 벼슬을 역임하여 가문을 번성시켰다.
구춘호(丘春浩)의 손자 구종직(丘從直)이 1444년(세종 26) 문과에 급제하여 공조판서와 좌찬성(左贊成)을 지냈다. 구종직의 아들 구달손(丘達孫)은 1465년(세조 11년) 문과에 급제하여 직제학(直提學)을 역임했고, 구달손의 아우 구숙손(丘夙孫)도 1474년(성종 5년) 문과에 급제하여 이조좌랑(吏曹佐郞)을 역임했다.
구춘보(丘春甫)의 손자 구치곤(丘致崑)은 1464년(세조 10) 문과에 급제하여 좌부승지·한성부우윤을 거쳐 대사헌에 올랐다. 구치곤의 아우 구치강(丘致岡)도 1453년(단종 1년) 문과에 급제하여 사헌부집의(司憲府執義)을 지냈다.

### 태국
태국의 인물로는 태국의 23대 총리인 탁신 친나왓(丘達新)과 그의 여동생인 37대 태국총리(대통령) 잉락 친나왓(丘英樂)이 있다.

## 언덕 구 邱
공자의 휘(諱)가 구(丘)였기 때문에 중국의 구(丘)씨 중 일부가 피휘하여 구(邱)씨로 개성(改姓)한 경우가 있었다고 한다.
한국 구(邱)씨의 본관은 은진(恩津) 단본이다. 시조와 유래는 알 수 없다. 1930년대 초 중추원(中樞院) 조사에서 경상북도 김천군 농소면에서 처음으로 1가구가 나타났다. 1960년 조사에서 경북에 14명, 강원도에 2명 등 모두 16명이 거주하고 있었다. 1985년에는 27가구, 129명, 2000년에는 280가구, 875명, 2015년에는 83명으로 조사되었다.

## 중국의 구씨
구(具)씨는 춘추좌씨전 기록에 사병(舍兵) 구병(具丙)이 있다. 현재 중국에는 구(具) 성이 없다. 
구(俱)씨는 창족 구라(俱罗)씨가 구(俱)씨로 변경했다. 당조 관료 구문진(俱文珍)은 초나라 공족 후손이다. 
구(顧)씨는 월나라 성씨다. 
구(仇)씨는 춘추시대 진나라의 군주 문후의 이름이 仇이다. 춘추시대 송나라 남양 대부 구목(仇牧)이 있고, 구유(仇由)의 왕 구유(仇遊)가 있다. 맹자(孟子)의 모친(母親)도 구씨(仇氏)였다.

## 같이 보기
- 具姓
- 仇姓
- 丘姓
- 邱姓
- 歐姓